# 澳大利亚民主党

澳大利亚民主黨（Australian Democrats）是澳大利亚的政党。
澳大利亚民主黨1977年建黨，由原有的兩個小黨合併，加上部分從日趨保守主義的澳大利亞自由黨退黨的傾向于古典自由主義的黨員。
民主黨建黨后以“第三勢力”、“中間路綫”的姿態迅速發展，曾为澳大利亞參議院的第三大党，全盛時期在八十至九十年代，由於先後執政的澳大利亚工黨和自由黨-國家黨聯盟一直未能控制參議院，因此在審議部分法案時民主黨可左右政府的決策。民主黨的衰敗始于1999年。當時執政的霍華德政府意欲推行消費稅，但霍華德的自由黨聯盟未控制參議院而不得通過。當時參議院内的其他議員（包括工黨、綠黨和獨立議員）都反對，民主黨在之前競選時也持反對意見，但民主黨最終和霍華德達成交易，助其通過消費稅，使得當初投票給民主黨的選民大失所望。之後民主黨的支持率大幅下滑，再加上内部矛盾和領袖危機，在2004年大選中民主黨支持率跌至2.4%，聯盟黨控制參議院。2007年大選中民主黨失去所有議席。民主黨的第三黨地位由澳大利亞綠黨所代替。自2012年起，民主黨中央黨組織分裂成數個組織，互相爭奪民主黨作爲註冊政黨的領導權。
現在全國唯一的民主黨籍議員是内陸小城昆比恩的一位市議員。